# 加尔德莱根
加尔德莱根（德語：Gardelegen，發音：[ˈɡaʁdəleːɡn̩] ⓘ）是德国萨克森-安哈尔特州萨尔茨韦德尔-阿尔特马克县的城市，面积632.5平方千米，2023年12月31日人口为21,926人。
2009年，加尔德莱根合并了5个市镇，2010年合并了6个市镇，2011年合并了18个市镇，如今加尔德莱根是德国面积第三大的市镇，仅次于柏林和汉堡。